# Выборы в ландтаг Рейнланд-Пфальца 1967
Выборы в ландтаг Рейнланд-Пфальца 1967 года состоялись 23 апреля, на которых участвовало 5 партий. Христианско-демократический союз (Германия) (CDU) мог закрепить за собой статус сильнейшей партии, но не смог набрать абсолютное большинство голосов. Свободная демократическая партия (FDP) и Социал-демократическая партия Германии (SPD) понесли потери мандатов. Национал-демократической партии Германии (NPD) удалось с первого раза занять места в ландтаге и стать вторым оппозиционером для СДПГ. Коалиция ХДС/СвДП во главе с премьер-министром Петером Альтмейером продолжила своё существование

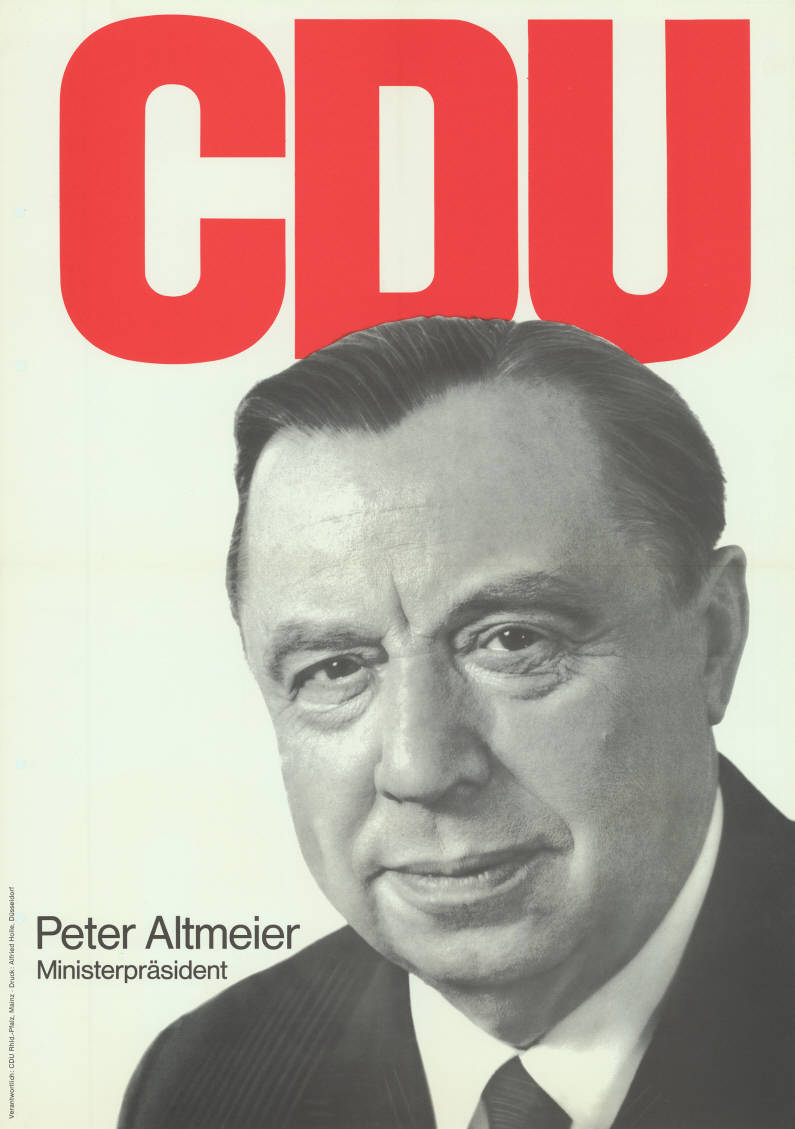
Предвыборный плакат ХДС с Петером Альтмейером.

## Начальное положение
Коалиции Христианско-демократический союз (Германия) (CDU) — Свободная демократическая партия (FDP) противостояла Социал-демократическая партия Германии.

## Результаты выборов
Распределение мест после выборов 1967 года
Выборы в ландтаг состоялись 23 сентября 1967 года. Участие в выборах приняло 5 партий.
- Общее количество избирателей: 2 387 307;
- Количество явившихся избирателей: 1 872 966;
- Явка избирателей: 78,46 %, из них:
  - действительные голоса: 1 843 959;
  - недействительные голоса: 29 007.

| Партия                              | Партия                                         | Голосов   | %     | Мест | Изменений |
| ----------------------------------- | ---------------------------------------------- | --------- | ----- | ---- | --------- |
|                                     | Христианско-демократический союз (CDU)         | 861 142   | 46,70 | 49   | ▲3        |
|                                     | Социал-демократическая партия Германии (SPD)   | 679 177   | 36,83 | 39   | ▼4        |
|                                     | Свободная демократическая партия (FDP)         | 153 089   | 8,30  | 8    | ▼3        |
|                                     | Национал-демократическая партия Германии (NPD) | 127 680   | 6,92  | 4    | ▲4        |
|                                     | Немецкий союз мира (DFU)                       | 22 871    | 1,24  |      | -         |
| Недействительных бюллетеней         | Недействительных бюллетеней                    | 29 007    | 1,55  | -    | -         |
| Всего                               | Всего                                          | 1 872 966 | 100   | 100  | -         |
| Зарегистрированных избирателей/явка | Зарегистрированных избирателей/явка            | 1 843 959 | 78,46 | -    | -         |

## После выборов
После выборов Петер Альтмейер снова стал премьер-министром. Он сформировал 6-й кабинет Айльтмейера. 19 мая 1969 года Гельмут Коль заменил его до осени 1976 года (кабинет Коля I, кабинет Коля II, кабинет Коля III).